# Phalaenopsis sumatrana
Phalaenopsis sumatrana is een orchidee. De plant komt oorspronkelijk uit Sumatra en varieert in kleur van geel tot gebroken wit groen-geel en bruine streepjes.